# Parapristipomoides squamimaxillaris
Parapristipomoides squamimaxillaris is een straalvinnige vis uit de familie van snappers (Lutjanidae) en behoort derhalve tot de orde van baarsachtigen (Perciformes). De vis kan een lengte bereiken van 40 cm. Het geslacht van deze soort, Parapristipomoides, is monotypisch.

## Leefomgeving
Parapristipomoides squamimaxillaris is een zoutwatervis. De vis prefereert een subtropisch klimaat en leeft hoofdzakelijk in de Grote Oceaan. De diepteverspreiding is 130 tot 460 m onder het wateroppervlak.

## Relatie tot de mens
Parapristipomoides squamimaxillaris is voor de visserij van aanzienlijk commercieel belang. In de hengelsport wordt er weinig op de vis gejaagd.